# Atemkontrolle

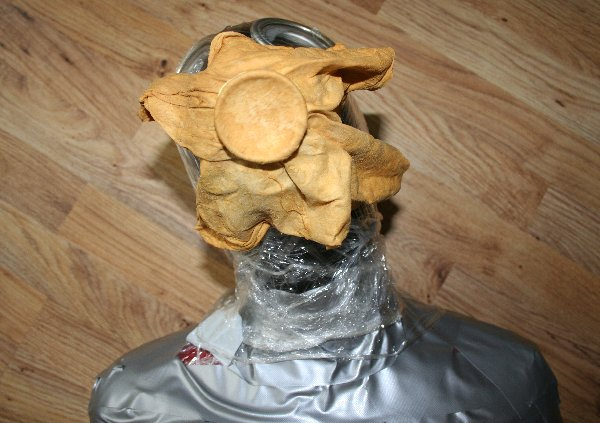
Atemkontrolle durch Gasmaske und feuchtes Fensterleder

Atemkontrolle (auch Asphyxiophilie, engl. breath control play oder erotic asphyxiation) ist eine Sexualpraktik aus dem Bereich des BDSM. Hierbei wird die Atmung des passiven Partners (Bottom) entweder erschwert oder für kurze Zeiträume gänzlich unterbunden. Diese Praktik zählt zu den gefährlichsten Praktiken des BDSM. Ob sie noch im Bereich des SSC-Konzepts (safe, sane, consensual) liegt, ist innerhalb der Subkultur teilweise umstritten.
Diese Form der Atmungsbeschränkung muss von jener im Leistungssport unterschieden werden, siehe Trainingsmaske.

## Wirkung
Eine eingeschränkte Atmung bewirkt beim Bottom ein subjektives Beklemmungsgefühl und verstärkt damit die Situation des Ausgeliefertseins, was als erotisch empfunden wird. Objektiv kommt es zu einer Unterversorgung mit Sauerstoff und einer Erhöhung des Kohlendioxidgehaltes des Blutes, wobei der Anstieg des Kohlendioxids den wesentlichen Aspekt darstellt, da sich schnell ein Schwindelgefühl einstellt. Zudem wird die Ausschüttung von Adrenalin angeregt. Durch verschiedene Atemtechniken des Bottoms lassen sich unterschiedliche Reaktionen erzeugen; beispielsweise hilft ruhiges und tiefes Ein- und Ausatmen bei der Bekämpfung von Panik und Übelkeit sowie Kontrolle des stärker werdenden Atmungsreizes, wodurch die Prozedur lange ausgehalten werden kann und eine entsprechend große Sauerstoffschuld entsteht.

## Praktiken und Gefahren
Technisch kann die Atmung ohne weitere Hilfsmittel allein durch Zuhalten von Mund und Nase kontrolliert werden. Der Einsatz von Alltagsgegenständen wie Plastiktüten, angefeuchteten Stoffen oder Fensterleder ist ebenso möglich wie professionelles Equipment aus dem BDSM-Bereich; denkbar sind z. B. Gas- oder Latexmasken, aber auch aufpumpbare Mundknebel oder Stoffhauben. Je nach verwendeter Technik liegt dann ein mehr oder weniger großes Luftreservoir vor, das bestimmt, ob und wie schnell sich ein Sauerstoffmangel bilden kann. Bei einer raschen und vollständigen Blockade der Atemwege durch Mundzuhalten, einen dichten Knebel oder durch das Überstülpen einer engen Tüte überwiegen meistens die subjektive Angst und die Wirkung der Stresshormone. Beides lässt augenblicklich nach, wenn die Blockade gelöst wird – allerdings birgt das totale Blockieren die Gefahr eines Schadens der Lunge, falls diese kollabiert. Ein großes Reservoir wie eine weite Tüte oder eine Gasmaske mit Atemschlauch erlaubt ein scheinbar ruhiges Weiteratmen des Bottoms und damit ein langsames Ansteigen des CO2-Gehaltes mit relevantem Absinken des Sauerstoffgehaltes mit einer nachhaltigen Wirkung auch nach Lösen der Atemeinschränkung. Insbesondere wirkt hier auch eine sich einstellende Sauerstoffschuld im ganzen Körper durch Übersäuerung der Muskulatur – insbesondere, wenn der Bottom sich lange gewehrt hat.
Eine weitere Möglichkeit, die Atmung indirekt einzuschränken, besteht darin, die Bewegungsmöglichkeit des Oberkörpers einzuschränken und damit die mögliche Atemtiefe zu reduzieren. Passiv kann dies beispielsweise durch ein Korsett, eine Brustbondage oder durch bestimmte Positionen des Bottoms geschehen. Eine aktive Methode besteht darin, den liegenden und fixierten Bottom teilweise oder ganz durch das Eigengewicht des aktiven Partners (Top) zu belasten, indem er sich auf den Oberkörper des fixierten Bottoms setzt oder legt.
Eine riskante Möglichkeit ist die Einwirkung auf den Hals durch Würgen, Hängen oder Drosseln. Dabei wird neben der Erzeugung der Atemnot bewusst oder unbewusst oft auch die Blutzufuhr zum Gehirn eingeschränkt, wodurch u. a. ein Karotissinusreflex ausgelöst werden kann. Siehe dazu auch den Artikel Würgespiel.
Das Untertauchen in Wasser ist eine weitere Variante; dabei muss beachtet werden, dass der Bottom hierbei durch ein mögliches Einatmen von Wasser gesundheitliche Schäden erleiden kann. Die bewusste Einatmung von Gasen, wie z. B. Helium oder Lachgas, ist eine weitere Variante.

## Gefahrenabwehr
Unerlässlich im Zusammenhang mit solchen extrem gefährlichen Praktiken sind entsprechende Kenntnisse der zugrunde liegenden anatomischen und physiologischen Gegebenheiten, aber auch der möglichen psychologischen Reaktionen des Bottom, beispielsweise Husten- oder Panikattacken. Ein weiterer wesentlicher Punkt ist die Einhaltung einiger Sicherheitsvorgaben, z. B. sollte der aktive Partner sich vor der Atemkontrolle über den Zustand des Bottom unterrichten, atemwegsrelevante Erkrankungen wie Asthma bronchiale oder eine COPD sollten abgeklärt werden, Telefonnummern für den Notfall, Maßnahmen der Ersten Hilfe etc. sollten ihm geläufig sein. Der Bottom sollte in der Lage sein, eine zutreffende Selbsteinschätzung abzugeben und auch eventuell bekannte zu erwartende psychische Reaktionen mit seinem Top besprechen.
Unter Sicherheitsaspekten ist Self-Bondage im Zusammenhang mit Atemkontrolle extrem problematisch und hoch gefährlich; denn dabei wird eine der wesentlichen Grundregeln des Bondage und der Atemkontrolle, „die Person niemals alleine lassen“, von vornherein verletzt. Der Wunsch, den Orgasmus durch den Sauerstoffmangel zu verstärken, hat in der Vergangenheit immer wieder zu Todesfällen geführt. Beispielsweise wird der Tod des Schauspielers David Carradine darauf zurückgeführt.
Auch der österreichische Schriftsteller Gerhard Fritsch kam bei einem autoerotischen Würgespiel ums Leben.

## Rechtliche Behandlung
Die straf- und zivilrechtliche Einstufung ist wie bei anderen BDSM-Praktiken uneinheitlich. Grundsätzlich bejahen Gerichte die Möglichkeit, dass eine Person ihr Einverständnis zu gefährlichen Praktiken geben kann und damit eine Nichtstrafbarkeit gegeben ist. Allerdings gab es auch eine Reihe von Urteilen, welche einzelne Handlungen als sittenwidrig einstuften und eine Mitschuld sahen – insbesondere bei lebensgefährlichen Praktiken und wenn der Handelnde die grundsätzliche Gefährdung hätte erkennen können oder anzunehmen ist, dass über das vereinbarte Maß hinausgegangen wurde. Dies gilt auch, wenn erkennbar war, dass der Betroffene seinen Willen nicht selbst äußern konnte, wie z. B. im Fall psychischer Störungen oder Suizidgefahr – oder wenn der Handelnde fahrlässig agiert hat.
Eine 29-jährige Prostituierte wurde 2016 in Wien zu einer – im Vergleich zum Strafrahmen milden – bedingten Haftstrafe wegen absichtlicher schwerer Körperverletzung mit Todesfolge verurteilt. Ihr 45-jähriger Kunde war erstickt, nachdem sie ihm den Hals vereinbarungsgemäß mit einem Schuhband eingeschnürt hatte. Der Mann hatte Erfahrung nur mit alleine an sich durchgeführter Atemreduktion, für die Frau war diese Praktik neu gewesen.